# Jim McManus
Jim McManus é um ator britânico que estrelou em vários papéis de televisão, palco e cinema, incluindo Tipping the Velvet, Lawless Heart e Only Fools and Horses. Na década de 1970 ele apareceu no episódio The Invisible Enemy da série Doctor Who. Ele também estrelou na popular novela de televisão Heartbeat e duas vezes no aclamado drama Minder.
McManus interpretou brevemente Aberforth Dumbledore no quinto filme Harry Potter, Harry Potter e a Ordem da Fênix em 2007. Ele também teve papéis em Silver Dream Racer (1980), Just Ask for Diamond (1988), Buddy's Song (1991) e Easy Virtue (2008), e se apresentou no filme Pride de 2014, dirigido por Matthew Warchus.